# Chocolates Nogueroles
Chocolates Nogueroles fueron unos chocolates fabricados en España desde 1843 hasta 1985. Se trataba de una empresa familiar dedicada al negocio de la alimentación desde 1843 en Villajoyosa. Desde el año 1910 la producción de la compañía fue creciendo. Uno de los productos que más impactó fue la distribución del Turrón de Suchard de chocolate.

## Historia
El comienzo de esta empresa familiar está en el noviazgo y posterior matrimonio de Nicolás Nogueroles con la confitera Filomena Gomar, de Castellón de Rugat.  La familia Nogueroles se vinculó al mundo de la producción del chocolate en Villajoyosa (Alicante) a partir de 1843,  elaborando "xocolate a la pedra". que consistía en la molienda del polvo de cacao en piedra pirenaica.  Nicolás Nogueroles trasladó la fábrica en 1910 a Gandía a una casa en la calle Padre Gomar donde tenían la vivienda y el primer obrador. En 1917 se trasladan a una nueva fábrica situada frente al Palacio Ducal, mientras sigue creciendo el negocio. 
Con los años se abre una tercera factoría en la calle a la que se incorpora una caldera  de vapor y maquinaria para enfriado y envoltura. Para entonces comienza la distribución del chocolate mediante camión. A comienzos de los años 30 el producto ya se distribuye por Alicante, Alcoy, Murcia, Almería e incluso Madrid.
Tras la guerra, los hermanos Manuel, José y Nicolás construyen una nueva fábrica en las afueras de Gandía, en la que sería Avenida de Colón y se empieza a producir industrialmente en 1943, llegándose a grandes magnitudes de producción de chocolate a la taza (800 kg/hora). En 1945 se amplía la fábrica y se crean nuevos productos fabricándose chocolates finos y extrafinos, con y sin leche, almendrados además del chocolate en polvo para cocer.
Manuel Nogueroles Gomar se aventura en el sector de los lácteos y empieza a fabricar  leche condensada, yogur, galletas cubiertas de chocolate y helados. Todo ello bajo el paraguas de la marca y grafía de Nogueroles pero con una nueva sociedad, Productos Lácteos Manuel Nogueroles. 
En 1953, Nogueroles es el tercer fabricante de España de chocolates, tanto en producción como en ventas. A fines de 1959 se incorpora a la fábrica la "Automolda", un tren de producción francés que realiza todo el proceso de moldeo del chocolate de forma automática en condiciones óptimas de dosificación y temperatura. 
En los años cincuenta se emite en televisión (en el periodo 1957 - 1967 aproximadamente) un anuncio sobre la empresa. La firma de chocolates solicita al dibujante Manuel Vázquez Gallego el diseño de un personaje llamado "Kitín" con el objeto de ser propaganda de los productos. A partir de los años 50 se multiplican los anuncios y la popularidad de Nogueroles, que gracias a “Kitin” está presente en gran parte de los hogares de España.
En 2020 la empresa Miró Tort Hermanos, S.L. relacionada desde hace generaciones con Chocolates Nogueroles, relanza la marca con acuerdo de los sucesores de Nogueroles y distribuye unas nuevas variedades del famoso chocolate Nogueroles, con presentaciones actuales, de chocolate con leche y 70 % de cacao.